# RimWorld
『RimWorld』（リムワールド）は、カナダのLudeon Studiosより発売されたシミュレーションゲームである。Tynan SylvesterとLudeon Studiosにより、2013年11月4日に一般に公開されて以降、継続的にアップデートがなされている。
ゲームの舞台は遠い未来。宇宙船の事故により脱出ポッドで荒野の惑星「リムワールド」に不時着した3人の生存者（入植者）がコロニーを建設し、宇宙船を手にしてリムワールドから帰還することを目的とする。RimWorldには、入植者の気分や傷病状態、金属や木、石、布などを使用した建築、武器や衣服の製造、敵対派閥からの襲撃、暴れまわる動物、古代の殺人機械、可愛いペットなど、多種多様な要素が存在する。

## ゲーム内容
ゲームの舞台は、荒野の惑星「リムワールド」である。プレイヤーは、「入植者」（英語: pawn）と呼ばれるキャラクターに適切に仕事を割り振り、指示してコロニーを運営していく。

### ストーリーとイベント
RimWorldでは、「AIストーリーテラー」と呼ばれるAIが、プレイヤーの状況（コロニーの合計価値や技術レベル）を分析し、楽しいと思える展開になるように様々なイベントを引き起こすようになっている。引き起こすイベントは多種多様であり、例えば敵の襲撃、トレーダーの到着などが挙げられる。AIストーリーテラーは「カサンドラ クラシック」、「フェーベ ベースビルダー」、「ランディ ランダム」が存在し、プレイヤー自身が選択することができる。どのAIストーリテラーを選ぶかによって、発生するイベントの頻度や過酷度が変わる。

### 世界
RimWorldでは、ゲーム開始時にシードによって、惑星全体が生成される。惑星には、ツンドラや砂漠、森林、ジャングルなど、様々なバイオームが存在する。

### 入植者
入植者はスキル、生い立ち、才能・性格などのステータスを持つ。入植者は自律行動をし、プレイヤーは、入植者に対して建築、採掘、伐採、狩猟などの作業を計画し、指示・管理できるようになっている。これを元に入植者が作業を行う。そのため、プレイヤーは基本的に作業が行われる様子を眺め、トラブルが発生すれば観察して原因を調べたり、解決が望めなければ暫定的な処置を考えたりする必要がある。
入植者は宇宙船の事故から生還した生存者であるため、職業やスキルはバラバラである。例えば、農家は食料の育て方を知っているが、研究を行うことはできない。スキルのレベルが高ければ、作業を安全・確実・迅速に行うことができ、また完成品の品質が高くなる。逆にレベルが低ければ、資材のロスや収穫量の減少、食中毒の発生などを招くことがある。
また、入植者には健康状態、具体的には怪我や感染症、慢性疾患の概念が存在する。脳や手、心臓、足など部位ごとに分かれており、例えば目を怪我すれば銃撃が困難になったり、足を怪我すれば移動速度が遅くなったりする。病気を放置しておくと死に至ったりするため、治療を施し、場合によっては義肢や人工臓器の移植を行うことができる。そして精神状態（心情）の概念も同様に存在する。入植者は空腹や疲労のほか、野宿や冷暖房の不備、死体の目撃、身内の死去、雨で濡れたなどの様々な要因でストレスを受ける。逆に贅沢な食事やテレビの視聴などによって心情を上向かせることができる。心情が下がりすぎると、精神崩壊を起こし、プレイヤーの操作を受け付けなくなる。そうなった入植者は、凶暴化して仲間を襲ったり、コロニーを出て行ったりする。
入植者は他の入植者に対して様々な感情を抱く。それによって恋人になったり、結婚したり、浮気したり、喧嘩したりする。

### 戦闘
このゲームでは、原住民や敵対組織からの襲撃といった要素により、戦闘が発生することがある。ゲームには剣や銃、自動火器といった武器が存在する。
戦闘はリアルタイムで行われる。細部まで作りこまれており、例えば射撃武器であれば、敵との距離・遮蔽物の有無・明るさなどの要素で命中率が変動したり、流れ弾が当たると建造物や他の入植者を傷つけてしまったりする。都市設計によりキルゾーンを作成するといったタワーディフェンスの要素もある。

### Mod
RimWorldは、Modが公式に許可されている。公式ホームページとSteamにModの配布ページがあり、2024年4月現在Steamには2万個を超えるModが存在する。

## 移植版
RimWorldは、PlayStation 4、Xbox OneおよびXbox Series X/Sに移植されている。

## 開発
RimWorldは、ファイヤーフライ 宇宙大戦争のスペース・ウェスタンな雰囲気、Dwarf Fortressの奥深いシミュレーション、DUNE/デューン 砂の惑星やウォーハンマー40,000の壮大なスケールに影響を受けている。AIストーリーテラーの仕組みは、Left 4 Deadの「AI Director」がモデルになっている。

## 評価
レビュー収集サイトのMetacriticによると、PC版のRimWorldは「Generally Favorable」（概ね好意的なレビュー）の評価を、Xbox One版は「Universal Acclaim」（普遍的な称賛）の評価を受けている。
IGNの野村光は、このゲームを9/10と評価し、「経営シミュレーションのオールインワンパッケージ」だと評した。存在感のある入植者や物語性、繰り返し遊べることなどを高く評価した一方、プレイヤーの想像力を要するため、他のゲームよりも親しみにくいという難点があると指摘した。
PC GamerのSam Greerは、このゲームを74/100と評価し、「豊かなコロニーシム」と評した。ゲームで発生する予期せぬ出来事やそれによって発生するドラマは面白いとして全体的には好意的な評価を下しているが、序盤のゲームの操作性について否定的な意見を示した。

### 受賞歴
RimWorldは2016年、Indie DBの「Indie of the Year」に選ばれた。2018年にはSteamの「Top User-Rated Game」に選ばれた。また、22nd Annual D.I.C.E. Awardsでは「Strategy/Simulation Game of the Year」にノミネートした。2020年には、Rock, Paper, Shotgunが発表した記事「The best management games on PC」で1位に選ばれた。

### 売上
2018年の2月、Tynan SylvesterはRimWorldの売上本数が100万本を突破したと発表した 。また、2020年8月までにRimWorldの売り上げが1億ドルを超えたと推定され、Steamで最も人気のあるインディーゲームの1つになった。

## ダウンロードコンテンツ
RimWorldには、以下のダウンロードコンテンツ（DLC）が存在する。日付は日本標準時（JST）に基づく。
Royalty
2020年2月24日に、バージョン1.1のアップデートと同時に発表された。
このDLCでは、超高度な文明を持つ「帝国」が追加される。帝国の爵位・許可証・クエストといった要素、超能力、「メカノイドクラスター」と呼ばれる新たな脅威といった要素が含まれている。
Ideology
2021年7月5日に、バージョン1.3のアップデートと同時に発表された。
このDLCでは、入植者各々の思想体系が追加される。思想体系のミームや戒律、社会的役割、儀式、レリック、新しい建造物といった要素が含まれている。
Biotech
2022年10月6日に、バージョン1.4のアップデートと同時に発表された。
このDLCでは、遺伝子に関する様々な要素が追加される。入植者同士の子供や遺伝子操作、遺伝子が改変された人間であるゼノヒューマンといった要素が含まれている。
Anomaly
2024年3月14日に、バージョン1.5のアップデートと同時に発表された。
このDLCでは、闇のモノリスによって引き起こされる「狂気」が追加される。マップ全体を覆い隠す肉塊、寄生されると精神を支配される生物といったホラーの要素が含まれている。
Odyssey
2025年6月12日に、バージョン1.6のアップデートと同時に発表された。
このDLCでは、空を飛べる宇宙船「グラヴシップ」と新たな自然環境が追加される。グラヴシップを用いた小惑星や人工衛星の探索、新しい野生動物やバイオーム・ランドマーク（崖や半島などの地形の特徴）といった要素が含まれている。